# Lista botaniștilor după abrevierea de autor (B)
Aceasta este o listă incompletă de botaniști după abrevierile lor de autor, care sunt destinate citării denumirilor științifice sau a lucrărilor pe care le-au publicat. Această listă este întocmită după Authors of Plant Names⁠(en)[traduceți] de Brummitt & Powell (1992). Utilizarea acelei liste este recomandată prin Nota 1 Rec. 46A din International Code of Nomenclature for algae, fungi, and plants. Lista este actualizată online la The International Plant Names Index și Index Fungorum.
De notat că în unele cazuri abrevierea de autor constă dintr-un nume de familie complet, iar în alte cazuri numele este abreviat sau/și însoțit de una sau mai multe inițiale. Nu se pun spații între inițiale și nume (sau abrevierea sa).

#### Ordinea intrărilor
Lista de aici este menținută strict în ordinea alfabetică a abrevierilor; astfel "A.B.Jacks." apare la litera "A" și nu la "J", și este situat astfel ca și cum caracterele ar fi fost "ABJACKS". Capitalizarea este ignorată, la fel ca și toate caracterele non-alfabetice ca puncte și spații. Semenele diacritice de asemenea sunt ignorate, astfel încât, de exemplu, "ü" este tratat ca și cum ar fi "u".

#### Navigare
Din cauza lungimii sale, lista este despărțită în mai multe pagini separate. Toate secțiunile alfabetice pot fi accesate din cuprins.

## A
| Liste: | A | B | C | D | E F | G | H | I J | K L | M | N O | P | Q R | S | T U V | W X Y Z |

Pentru a găsi intrări ce încep cu A, folosiți cuprinsul de mai sus.

## B
| Liste: Sus | A | B | C | D | E F | G | H | I J | K L | M | N O | P | Q R | S | T U V | W X Y Z |

- Baas-Beck. – Lourens Gerhard Marinus Baas-Becking (1894–1963)
- Bab. – Charles Cardale Babington (1808–1895)
- Babc. – Ernest Brown Babcock (1877–1954)
- Bach – Michael Bach (1808–1878)
- Bachm. – Franz Ewald Theodor Bachmann (1850–1937)
- Bacigalupo – Nélida María Bacigalupo (n. 1924)
- Bäck – Abraham Bäck (de; sv) (1713–1795)
- Backeb. – Curt Backeberg (1894–1966)
- Backer – Cornelis Andries Backer (es) (1874–1963)
- Backh. – James Backhouse (1794–1869)
- Backh.f. – James Backhouse (1825–1890)
- Badham – Charles David Badham (1805–1857)
- Baehni – Charles Baehni (1906–1964)
- Bagn. – James Eustace Bagnall (1830–1918)
- Bailey – Jacob Whitman Bailey (1811–1857)
- Baill. – Henri Ernest Baillon (1827–1895)
- Baillon – Louis Antoine Francois Baillon (1778–1851)
- Baines – Henry Baines (1793–1878)
- Baker – John Gilbert Baker (1834–1920)
- Baker f. – Edmund Gilbert Baker (es; pt; ru) (1864–1949)
- Bakh. – Reinier Cornelis Bakhuizen van den Brink (1881–1945)
- Bakh.f. – Reinier Cornelis Bakhuizen van den Brink (1911–1987)
- Balamuth – William Balamuth (1914–1981)
- Balandin – Sergey Aleksandrovich Balandin (n. 1952)
- Balansa – Benedict Balansa (1825–1891)
- Balb. – Giovanni Battista Balbis (1765–1831)
- Baldinger – Ernst Gottfried Baldinger (1738–1804)
- Baldwin – William Baldwin (1779–1819)
- Balf. – John Hutton Balfour (1808–1884)
- Balf.f. – Isaac Bayley Balfour (1853–1922)
- Ball – John Ball (1818–1889)
- Balls – Edward Kent Balls (1892–1984)
- Bals.-Criv. – Giuseppe Gabriel Balsamo-Crivelli (1800–1874)
- Bal.-Tul. – Emilie Balátová-Tuláčková (1926–2005)
- B.-A.Martin – Bernardin-Antoine Martin (1813–1897)
- Banister – John Banister (1654–1692)
- Banks – Joseph Banks (1743–1820)
- Barbey – William Barbey (1842–1914)
- Barbosa – Luis Augusto Grandvaux Barbosa (1914–1983) (grafia "Agosto" din unele surse estte incorectă.[5])
- Barb.Rodr. – João Barbosa Rodrigues (1842–1909)
- Barcelona – Julie F. Barcelona (fl. 1999)
- Bard.-Vauc. – Martine Bardot-Vaucoulon (es) (n. 1948)
- Bargh. – Elso Sterrenberg Barghoorn (1915–1984)
- Barham – Henry Barham (c. 1670–1726)
- Barker – George Barker (1776–1845)
- Barkworth – Mary Elizabeth Barkworth (es) (n. 1941)
- Barla – Jean-Baptiste Barla (1817-1896)
- Barneby – Rupert Charles Barneby (1911–2000)
- Barnhart – John Hendley Barnhart (1871–1949)
- Baron – P. Alexis Baron (n. 1754)
- Barr – Peter Barr (alte limbi) (1826–1909)
- Barrande – Joachim Barrande (1799–1883)
- Barratt – Joseph Barratt (es) (1796–1882)
- Barrel. – Jacques Barrelier (alte limbi) (1606–1673)
- Barroso – Liberato Joaquim Barroso (es) (1900–1949)
- Barrow – Sir John Barrow, 1st Baronet (1764–1848)
- Bartal. – Biagio Bartalini (1746–1822)
- Bartel – Jim A. Bartel (fl. 1983)
- Bartell. – Veturia Bartelletti
- Barth – József Barth (1833–1915)
- Barthlott – Wilhelm Barthlott (n. 1946)
- Barthol. – Elam Bartholomew (1852–1934)
- Barthol.-Began – Sharon Elaine Bartholomew-Began (n. 1958)
- Bartl. – Friedrich Gottlieb Bartling (1798–1875)
- Bartlett – Harley Harris Bartlett (es) (1886–1960)
- Bartley – Floyd Bartley (1888–1974)
- Bartoli – Antonella Bartoli (n. 1943)
- Bartolo – Giuseppina Bartolo (n. 1948)
- Barton – Benjamin Smith Barton (1766–1815)
- Bartram – John Bartram (1699–1777)
- Bartsch – Johann Bartsch (1709–1738)
- Bas – Cornelis (Kees) Bas (n. 1928)
- Basiner – Theodor Friedrich Julius Basiner (1816–1862)
- Bastard – Toussaint Bastard (1784–1846)
- Bastian – Henry Charlton Bastian (1837–1915)
- Bastow – Richard Austin Bastow (1839–1920)
- Batalin – Alexander Theodorowicz Batalin (1847–1896)
- Bateman – James Bateman (1811–1897)
- Bates – John Mallory Bates (1846–1930)
- Batsch – August Johann Georg Karl Batsch (1761–1802)
- Batt. – Jules Aimé Battandier (1848–1922)
- Baudet – Jean C. Baudet (n. 1944)
- Baum – Hugo Baum (1867–1950)
- Baumg. – Johann Christian Gottlob Baumgarten (1765–1843)
- Baxter – William Baxter (1787–1871)
- B.Baumann – Brigitte Baumann (es) (n. 1938)
- B.Boivin – Joseph Robert Bernard Boivin (es) (1916–1985)
- B.Bremer – Birgitta Bremer (alte limbi) (n. 1950)
- B.Clément – B. Clément (fl. 2001)
- B.C.Stone – Benjamin Clemens Stone (1933–1994)
- B.D.Greene – Benjamin Daniel Greene (1793–1862)
- B.D.Jacks. – Benjamin Daydon Jackson (1846–1927)
- Beadle – Chauncey Delos Beadle (1856–1950)
- Beal – William James Beal (1833–1924)
- Bean – William Jackson Bean (1863–1947)
- Beard – John Stanley Beard (1916–2011)
- Beardslee – Henry Curtis Beardslee, Jr. (1865–1948) (fiul lui Henry Curtis Beardslee, Sr. (1807–1884, abrev. H.C.Beardslee))
- Beattie – Rolla Kent Beattie (1875–1960)
- Beauverie – Jean Beauverie (1874–1938)
- Beauvis. – Georges Eugène Charles Beauvisage (es; fr; ru) (1852–1925)
- Bebb – Michael Schuck Bebb (1833–1895)
- Becc. – Odoardo Beccari (1843–1920)
- Bechst. – Johann Matthäus Bechstein (1757–1822)
- Beck – Günther Beck von Mannagetta und Lerchenau (1856–1931)
- Beckh. – Konrad Beckhaus (1821–1890)
- Becker – Johannes Becker (es) (1769–1833)
- Bedd. – Richard Henry Beddome (1830–1911)
- Bedevian – Armenag K. Bedevian (fl. 1936)
- Bedn.-Ochyra – Halina Bednarek-Ochyra (fl. 2000)
- Beechey – Frederick William Beechey (1796–1856)
- Beeke – Henry Beeke (1751–1837)
- Beentje – Henk Jaap Beentje (n. 1951)
- Beetle – Alan Ackerman Beetle (1913–2003)
- Bég. – Augusto Béguinot (de; es; ru) (1875–1940)
- Behr – Hans Hermann Behr (1818–1904)
- Beissn. – Ludwig Beissner (1843–1927)
- Beitel – Joseph M. Beitel (1952–1991)
- Bellair – Georges Adolphe Bellair (1860–1939)
- Bellardi – Carlo Antonio Lodovico Bellardi (es; ru) (1741–1826)
- Bello – Domingo Bello y Espinosa (1817–1884)
- Belosersky – Nikola Belosersky (R.N. Belosersky, Nikolaj Ivanovič Belozerskij) (n. 1879)[6]
- Beneke – Everett Smith Beneke (1918-2010)[7]
- Benj. – Ludwig Benjamin (1825–1848)
- Benn. – John Joseph Bennett (1801–1876)
- Benner – Walter Mackinett Benner (1888–1970)
- Bennert – H. Wilfried Bennert (n. 1945)
- Bennet – Sigamony Stephen Richard Bennet (1940–2009)
- Bennetts – William James Bennetts (1865–1920)
- Benniamin – Asir Benniamin (n. 1976)
- Benny – Gerald Leonard Benny (n. 1942)
- Benoist - Raymond Benoist (1881-1970)
- Benth. – George Bentham (1800–1884)
- Bentley – Robert Bentley (1821–1893)
- Bentv. – P. A. J. Bentvelzen (fl. 1962)
- Bentzer – Bengt Bentzer (n. 1942)
- Bequaert – Joseph Charles Bequaert (1886–1982)
- Bercht. – Friedrich von Berchtold (1781–1876)
- Berg – Ernst von Berg (1782–1855)
- Berger – Ernst Friedrich Berger (es) (1814–1853)
- Bergey – David Hendricks Bergey (1860–1937)
- Berggr. – Sven Berggren (1837–1917)
- Bergon – Paul Bergon (alte limbi) (1863–1912)
- Berk. – Miles Joseph Berkeley (1803–1889)
- Berkhout – Christine Marie Berkhout (1893–1932)
- Bernardi – Luciano Bernardi (1920–2001)
- Bernh. – Johann Jacob Bernhardi (1774–1850)
- Bernstein – Heinrich Agathon Bernstein (1828–1865)
- Berthault – François Berthault (1857–1916)
- Berthel. – Sabin Berthelot (1794–1880)
- Bertill. - Louis-Adolphe Bertillon (1821-1883)
- Bertol. – Antonio Bertoloni (1775–1869)
- Bertoni  – Moisés (de) Santiago (Mosè Giacomo) Bertoni (1857–1929)
- Besch. – Émile Bescherelle (1828–1903)
- Besser – Wilibald Swibert Joseph Gottlieb von Besser (1784–1842)
- Bessey – Charles Edwin Bessey (1845–1915)
- Betche – Daniel Ludwig Ernst Betche (1851–1913)
- Bews – John William Bews (1884–1938)
- Beyr. – Heinrich Karl Beyrich (1796–1834)
- B.F.Dana – Bliss F. Dana (n. 1891)
- B.Fedtsch. – Boris Alexjewitsch Fedtschenko (1872–1947)
- B.F.Hansen – Bruce Frederick Hansen (n. 1944)
- B.F.Holmgren – Björn Frithiofsson Holmgren (sv) (1872–1946)
- B.Field – Barron Field (1786–1846)
- B.G.Bell – Bruce Graham Bell (n. 1942)
- B.G.Briggs – Barbara Gillian Briggs (n. 1934)
- B.G.Schub. – Bernice Giduz Schubert (es; ru) (1913–2000)
- B.H.Allen – Bruce H. Allen (n. 1952)
- B.Hansen – Bertel Hansen (es; fr) (1932–2005)
- Bhatti – Ghulam Raza Bhatti (n. 1959)
- B.H.Buxton – Bertram Henry Buxton (1852–1934)
- B.Heyne – Benjamin Heyne (1770–1819)
- B.H.Long – Bayard Henry Long (1885–c. 1969)
- B.H.Wilcox – Balafama Helen Wilcox (es) (fl. 1977–1993)
- B.Hyland – Bernard Patrick Matthew Hyland (n. 1937)
- Bianca – Giuseppe Bianca (1801–1883)
- Bianchi – Giovanni Bianchi (fl. 1907)
- Bianco – Pasqua Bianco (n. 1927)
- Biasol. - Bartolomeo Biasoletto (1793-1859)
- Biehler – Johann Friedrich Theodor Biehler (n. c. 1785)
- Bien. – Theophil Joachim Heinrich Bienert (1833-1873)
- Bierh. – David William Bierhorst (1924–1997)
- Bigelow – Jacob Bigelow (1787–1879)
- Billot – Paul Constant Billot (1796–1863)
- Binn. – Simon Binnendijk (1821–1883)
- Birdw. – George Christopher Molesworth Birdwood (1832–1917)
- Bishop – David Bishop (1788–1849)
- Bisse – Johannes Bisse (1935–1984)
- Bitter – Friedrich August Georg Bitter (1873–1927)
- Bittrich – Volker Bittrich (n. 1954)
- Biv. – Antonius de Bivoni-Bernardi (1774–1837)
- B.J.Jacobsen – Barry J. Jacobsen (n. 1947)
- B.Juss. – Bernard de Jussieu (1699–1777)
- B.J.Wallace – Benjamin John Wallace (n. 1947)
- B.K.Simon – Bryan Kenneth Simon (es) (n. 1943)
- Black – Allan A. Black (1832–1865)
- Blackw. – Elizabeth Blackwell (1707–1758)
- Blake – Joseph Blake (es; ru) (1814–1888)
- Blakelock – Ralph Anthony Blakelock (1915–1963)
- Blakely – William Blakely (1872–1951)
- Blakeslee – Albert Francis Blakeslee (1874–1954)
- Blakiston – Thomas Wright Blakiston (1832–1891)
- Blanch. – William Henry Blanchard (1850–1922)
- Blanco – Francisco Manuel Blanco (1778–1845)
- Blandow – Otto Christian Blandow (1778–1810)
- Blasdell – Robert Ferris Blasdell (1929–1996)
- Blatt. – Ethelbert Blatter (1877–1934)
- Blaxell – Donald Frederick Blaxell (de; es; ru) (n. 1934)
- B.L.Clark – Bonnie Lynne Clark (n. 1966)
- Blochm. – Friedrich Blochmann (1858–1931)
- Bloemb. – Siebe Bloembergen (n. 1905)
- Blom – Carl Magnus Blom (1737–1815)
- Blomb. – Olof Gotthard Blomberg (1838–1901)
- Blomgr. – Nils Harald Blomgren (1901–1926)
- Blomq. – Sven Gustaf Krister Gustafson Blomquist (1882–1953)
- Blossf. – Robert Blossfeld (n. 1882)
- B.L.Rob. – Benjamin Lincoln Robinson (1864–1935)
- B.L.Turner – Billie Lee Turner Sr. (n. 1925)
- Bluff – Mathias Joseph Bluff (es; ru) (1805–1837)
- Blume – Carl Ludwig Blume (1796–1862)
- Blytt – Matthias Numsen Blytt (1789–1862)
- Błocki – Bronislaw Błocki (1857–1919)
- Błoński – Franciszek Kzawery Błoński (1867–1910)
- B.M.Allen – Betty Eleanor Gosset Molesworth Allen (n. 1913)
- B.Mathew – Brian Frederick Mathew (n. 1936)
- B.M.Barthol. – Bruce Monroe Bartholomew (n. 1946)
- B.M.Davis – Bradley Moore Davis (1871–1957)
- B.Meeuse – Bastiaan Jacob Dirk Meeuse (1916–1999)
- B.Nord. – Rune Bertil Nordenstam (n. 1936)
- Boccone – Paolo Silvio Boccone (1633–1704)
- Böcher – Tyge W. Böcher (1909–1983)
- B.O.Dodge – Bernard Ogilvie Dodge (1872–1960)
- Boeckeler – Johann Otto Boeckeler (1803–1899)
- Boed. – Friedrich Bödeker (1867–1937)
- Boehm. – Georg Rudolf Boehmer (1723–1803)
- Boehr. – Herman Boerhaave (1668–1738)
- Boenn. – Clemens von Bönninghausen (1785–1864)
- Boerl. – Jacob Gijsbert Boerlage (es) (1849–1900)
- Boiss. – Pierre Edmond Boissier (1810–1885)
- Boissev. – Charles Hercules Boissevain (1893–1946)
- Boitard – Pierre Boitard (1787–1859)
- Boiteau – Pierre Boiteau (1911–1980)
- Boivin – Louis Hyacinthe Boivin (es; fr) (1808–1852)
- Bojer – Wenceslas Bojer (1795–1856)
- Bol. – Henry Nicholas Bolander (1832–1897)
- Bo Li – Bo Li (1929–1998)
- Bolle – Carl Bolle (1821–1909)
- Bolley – Henry Luke Bolley (1865–1956)
- Bolton – James Bolton (1735–1799)
- Bolus – Harry Bolus (1834–1911)
- Bonaf. – Matthieu Bonafous (1793–1852)
- Bonap. – Roland Napoléon Bonaparte (1858–1924)
- Bondar – Gregório Gregorievich Bondar (es; pt) (1881–1959)
- Bong. – August Gustav Heinrich von Bongard (1786–1839)
- Bonnier – Gaston Eugène Marie Bonnier (1853–1922)
- Bonord. – Hermann Friedrich Bonorden (1801–1884)
- Bonpl. – Aimé Bonpland (1773–1858)
- Boom – Boudewijn Karel Boom (es) (1903–1980)
- Boos – Joseph Boos (1794–1879)
- Boott – Francis Boott (1792–1863)
- Bor – Norman Loftus Bor (1893–1972)
- Borbás – Vinczé von Borbás (1844–1905)
- Borchs. – Finn Borchsenius (de; es) (n. 1959)
- Boreau – Alexandre Boreau (1803–1875)
- Børgesen – Fredrik Christian Emil Børgesen (1866–1956)
- Borhidi – Attila Borhidi (n. 1932)
- Boriss. – Antonina Georgievna Borissova (1903–1970)
- Borkh. – Moritz (Moriz) Balthasar Borkhausen (1760–1806)
- Börner – Carl Julius Bernhard Börner (1880–1953)
- Bornm. – Joseph Friedrich Nicolaus Bornmüller (1862–1948)
- Borrer – William Borrer (1781–1862)
- Borsch – Thomas Borsch (es) (n. 1969)
- Borss.Waalk. – Jan van Borssum Waalkes (1922–1985)
- Bory – Jean Baptiste Bory de Saint-Vincent (1780–1846)
- Borza – Alexandru Borza (1887–1971)
- Borzí – Antonino Borzí (alte limbi) (1852–1921)
- Bos – Jan Just Bos (1939–2003)
- Bosc – Louis Augustin Guillaume Bosc (1759–1828)
- Bosch – Roelof Benjamin van den Bosch (fr; nl; ru) (1810–1862)
- Bosser – Jean Marie Bosser (n. 1922)
- Botschantz. – Zinaida Botschantzeva (1907–1973)
- Botta – Silvia Margarita Botta (es) (1942–1994)
- Boucher – Jules Armand Guillaume Boucher de Crèvecœur (1757–1844)
- Boud. – Jean Louis Émile Boudier (1828–1920)
- St.-Amans – Jean Florimond Boudon de Saint-Amans (1748–1831)
- Boufford – David Edward Boufford (n. 1941)
- Boulay – Jean Nicolas Boulay (1837–1905)
- Boulenger – George Albert Boulenger (1858–1937)
- Boulger – George Edward Simmonds Boulger (1853–1922)
- Boulos – Loutfy Boulos (es) (n. 1932)
- Boulter – Michael Charles Boulter (n. 1942)
- Bourd. – Thomas Fulton Bourdillon (1849–1930)
- Bourdon – M. Bourdon (fl. 1986)
- Bourdot – Hubert Bourdot (1861–1937)
- Bourdu – Robert Bourdu (fl. 1957)
- Bowles – Edward Augustus Bowles (1865–1954)
- Bowman – John Eddowes Bowman the Elder (1785–1841)
- Brace – Lewis Jones Knight Brace (1852–1938)
- Brach – Anthony Robert Brach (n. 1963)
- Brack. – William Dunlop Brackenridge (1810–1893)
- Brade – Alexander Curt Brade (1881–1971)
- Bradley – Richard Bradley (1688–1732)
- Braem – Guido Jozef Braem (es; pt) (n. 1944)
- Braggins – John E. Braggins (n. 1944)
- Brainerd – Ezra Brainerd (1844–1924)
- Braithw. – Robert Braithwaite (1824–1917)
- Brako – Lois Brako (n. 1950)
- Brand – August Brand (1863–1930)
- Brandão – Mitzi Brandão (fl. 1990)
- Brandbyge – John Brandbyge (n. 1953)
- Brandegee – Townshend Stith Brandegee (1843–1925)
- Brandenburg – David M. Brandenburg (n. 1953)
- Brandis – Dietrich Brandis (1824–1907)
- Branner – John Casper Branner (1850–1922)
- B.R.Arrill. – Blanca Renée Arrillaga (1917–2011)
- Brassard – Guy Raymond Brassard (n. 1943)
- Brauer – David F. Brauer (fl. 1980)
- Braun-Blanq. – Josias Braun-Blanquet (1884–1980) (numit Josias Braun până în 1915)
- Brause – Guido Georg Wilhelm Brause (1847–1922)
- Bréb. – Louis Alphonse de Brébisson (1798–1872)
- Breen (also Schornh.) – Ruth Olive Schornhurst Breen (1905–1987)
- Breistr. – Maurice A. F. Breistroffer (es) (1910–1986)
- Bremek. – Cornelis Eliza Bertus Bremekamp (1888–1984)
- Brenan – John Patrick Micklethwait Brenan (1917–1985)
- Brenckle – Jacob Frederic Brenckle (1875–1958)
- Bres. - Giacomo Bresadola (1847-1929)
- Breton – André Breton (fl. 1964)
- Bretschn. – Emil Bretschneider (1833–1901)
- B.Rice – Barry Rice (fl. 2011)
- Brid. – Samuel Élisée von Bridel (1761–1828)
- Bridson – Diane Mary Bridson (es; ru) (n. 1942)
- Brieger – Friedrich Gustav Brieger (es; nl; pt) (1900–1985)
- Bright – John Bright (1872–1952)
- Brign. – Giovanni de Brignoli di Brunnhoff (1774–1857)
- Briq. – John Isaac Briquet (1870–1931)
- Bristow – Henry William Bristow (1817–1889)
- Britten – James Britten (1846–1924)
- Brittinger – Christian Casimir Brittinger (1795–1869)
- Britton – Nathaniel Lord Britton (1859–1934)
- Britzelm. – Max Britzelmayr (1839-1909
- B.R.Keener – Brian Reid Keener (n. 1973)
- Bromf. – William Arnold Bromfield (1801–1851)
- Bromhead – Edward Ffrench Bromhead (1789–1855)
- Brond. - Louis De Brondeau (1794-1859)
- Brongn. – Adolphe-Théodore Brongniart (1801–1876)
- Brooker – Ian Brooker (n. 1934)
- Brooks – Cecil Joslin Brooks (1875–1953)
- Broome – Christopher Edmund Broome (1812–1886)
- Brot. – Félix Avelar Brotero (1744–1828)
- Broth. – Viktor Ferdinand Brotherus (1849–1929)
- Broughton – Arthur Broughton (c. 1758–1796)
- Brouillet – Luc Brouillet (n. 1954)
- Brouss. – Pierre Marie Auguste Broussonet (1761–1807)
- Browicz – Kazimierz Browicz (pl) (1925–2009)
- B.R.Ramesh – B. R. Ramesh (fl. 1993)
- Bruch – Philipp Bruch (1781–1847)
- Brücher – Heinz Brücher (1915–1991)
- Brug. – Jean Guillaume Bruguière (1749/1750–1798)
- Brügger – Christian Georg Brügger (1833–1899)
- Brugmans – Sebald Justinus Brugmans (1763–1819)
- Bruijn – Ary Johannes De Bruijn (1811–1896)
- Brummitt – Richard Kenneth Brummitt (alte limbi) (1937–2013)
- Brumpt – Émile Josef Alexander Brumpt (1877–1951)
- Brunch. – Jørgen Brunchorst (or Jörgen Brunchorst) (1862–1917)
- Brunet – Louis-Ovide Brunet (1826–1876)
- Brunfels – Otto Brunfels (1488–1534)
- Brunner – Carl Brunner von Wattenwyl (1823–1914)
- Brunnth. – Josef Brunnthaler (1871–1914)
- Brunsfeld – Steven John Brunsfeld (1953–2006)
- Bruyl. – Julia Bruylants (1890–1974)
- Bruyns – Peter Vincent Bruyns (es; pt) (n. 1957)
- Bryhn – Niels Bryhn (1854–1916)
- B.Schenk – Bernhard Schenk (1833–1893)
- B.S.Williams – Benjamin Samuel Williams (1824–1890)
- Bubák – František Bubák (1865–1925)
- Bubani – Pietro Bubani (es; ru) (1806–1888)
- Buchanan – John Buchanan (1819-1898)
- Buchenau – Franz Georg Philipp Buchenau (1831–1906)
- Buch.-Ham. – Francis Buchanan-Hamilton (1762–1829)
- Buc'hoz – Pierre Joseph Buc'hoz (1731–1807)
- Buckland – William Buckland (1784–1856)
- Buckley – Samuel Botsford Buckley (1809–1884)
- Buddle – Adam Buddle (1662–1715)
- Bui – Ngoc-Sanh Bui (fl. 1964)
- Bull. – Jean Baptiste François Pierre Bulliard (1752–1793)
- Buller – Arthur Henry Reginald Buller (1879–1944)
- Bullock – Arthur Allman Bullock (de; es; ru) (1906–1980)
- Bunbury – Charles James Fox Bunbury, 8th Baronet (1809–1886)
- Bunge – Alexander Andrejewitsch von Bunge (1803–1890)
- Burb. – Frederick William Burbidge (1847–1905)
- Burbank – Luther Burbank (1849–1926)
- Burch. – William John Burchell (1781–1863)
- Burck – William Burck (es; ru) (1848–1910)
- Burdet – Hervé Maurice Burdet (es; fr; ru) (n. 1939)
- Bureau – Louis Édouard Bureau (1830–1918)
- Burges – Norman Alan Burges (1911–2002)
- Burgess – Henry W. Burgess (fl. 1827–1833)
- Burkill – Isaac Henry Burkill (1870–1965)
- Burl. – Gertrude Simmons Burlingham (1872–1952)
- Burle-Marx – Roberto Burle Marx (1909–1994)
- Burm. – Johannes Burman (1707–1779)
- Burm.f. – Nicolaas Laurens Burman (1734–1793)
- Burnat – Émile Burnat (1828–1920)
- Burnett – Gilbert Thomas Burnett (1800–1835)
- Burret – Max Burret (1883–1964)
- Burrill – Thomas Jonathan Burrill (1839–1916)
- Burrows – Elsie May Burrows (1913–1986)
- Burtt – Bernard Dearman Burtt (1902–1938)
- Bury – Priscilla Susan Bury (1799–1872)
- Buscal. – Luigi Buscalioni (es; it; ru) (1863–1954)
- Bush – Benjamin Franklin Bush (1858–1937)
- Büttner – Oscar Alexander Richard Büttner (1858–1927)
- Buxb. – Franz Buxbaum (1900–1979)
- Buxton – Richard Buxton (1786–1865)
- Buyss. – Robert du Buysson (1861–1946)
- B.Walln. – Bruno Wallnöfer (n. 1960)
- B.Whittier – Barbara Whittier
- B.W.Phillips – Barry W. Phillips (fl. 2011)
- B.W.van Ee – Benjamin William van Ee (n. 1975)
- B.Y.Geng – Bao-Yin Geng (fl. 1985)
- Byng – James W. Byng (fl. 2014)

## C–Z
| Liste: Sus | A | B | C | D | E F | G | H | I J | K L | M | N O | P | Q R | S | T U V | W X Y Z |

Pentru a găsi intrări ce încep cu C–Z, folosiți cuprinsul de mai sus.